# Бойцов, Иван Павлович
Ива́н Па́влович Бойцо́в (17 (29) июля 1896, дер. Чащево, Шуйский уезд, Владимирская губерния, Российская империя — 6 сентября 1988, Москва, РСФСР) — советский партийный, государственный и военно-политический деятель, первый секретарь Калининского областного комитета ВКП(б) (1938—1946). Участник Первой мировой войны, Гражданской войны в России и Великой Отечественной войны, полковник. После войны — первый секретарь Ставропольского краевого комитета ВКП(б)/КПСС (1946—1956).

## Биография
Выходец из крестьянской семьи.
С ноября 1911 г. ткач Шуйско-Егорьевской мануфактуры в с. Егорий Шуйского уезда. С 1914 г. работал помощником машиниста в Иваново. В августе 1915 г. мобилизован в Русскую императорскую армию рядовым 7-го запасного кавалерийского полка в г. Тамбов. Участвовал в Первой мировой войне: в боях на Юго-Западном фронте. В июле 1917 г. был делегатом на конференции солдат Юго-Западного фронта, поддерживал большевистскую фракцию. Демобилизован в декабре 1917 г. и работал помощником машиниста Николаевской железной дороги в Москве. С октября 1918 г. в Рабоче-крестьянской Красной армии красноармеец 15-го железно-дорожного дивизиона в Могилеве. В апреле-декабре 1919 г. курсант военно-технических курсов в Москве. Участник Гражданской войны в России с декабря 1919 г. машинист 15-го железно-дорожного дивизиона на Восточном фронте. Член коммунистической партии с 1919 года. С декабря 1921 г. по июнь 1922 г. участвовал в подавлении Карельского восстания в составе того же дивизиона. С июня 1922 г. политрук 15-го железно-дорожного полка в м. Стрельна Петроградской губернии. После демобилизации в мае 1925 г. находился на партийной работе. Секретарь партийного комитета Финляндского участка Октябрьской железной дороги в Ленинграде. С августа 1926 г. по июнь 1927 г. слушатель курсов уездных партийных работников при ЦК ВКП(б) в Москве. С июня 1927 г. секретарь Парголовского райкома ВКП(б) в пос. Парголово Ленинградской области. В 1928 г. заочно закончил Коммунистический университет им. Я. М. Свердлова по специальности преподаватель политэкономии. С июля 1928 г. инструктор Лодейнопольского окружкома ВКП(б) в г. Лодейное Поле Ленинградской области. С сентября 1929 г. секретарь партийного комитета завода им. Энгельса. С июня 1930 г. по май 1932 г. слушатель Ленинградского отделения Института красной профессуры. С мая 1932 г. преподаватель Военно-политической академии им. Н. Г. Толмачева. С июня 1934 г. партийный организатор ЦК ВКП(б) на Монетном дворе Народного комиссариата финансов СССР. С сентября 1937 г. секретарь Дновского райкома ВКП(б) в г. Дно Ленинградской области. С ноября 1937 г. 1-й секретарь Псковского окружкома ВКП(б).
С марта 1938 года — первый секретарь Калининского областного комитета ВКП(б) (до 1 июля 1938 года — и. о. первого секретаря). С началом Великой Отечественной войны руководил перестройкой хозяйства Калининской области на военные задачи, формированием народного ополчения и истребительных батальонов, эвакуацией промпредприятий на восток. С 17 октября 1941 г. по июль 1942 г. член Военного Совета Калининского фронта, организатор партизанского движения и подполья на временно оккупированной территории области. Внёс значительный вклад в восстановление разрушенных гитлеровцами городов и посёлков области.
После войны с ноября 1946 г. по апрель 1956 г. 1-й секретарь Ставропольского крайкома ВКП(б)/КПСС. С мая 1956 г. заместитель председателя Комитета партийного контроля при ЦК КПСС. После ХХ съезда КПСС c июля 1959 г. 1-й заместитель председателя КПК при ЦК КПСС, где на него была возложена ответственная задача по рассмотрению многочисленных дел лиц, репрессированных в период культа личности. С мая 1961 г. заместитель председателя Комиссии советского контроля Совета Министров СССР. На XVIII съезде ВКП(б) избирался кандидатом в члены ЦК ВКП(б) (с 21 марта 1939 г. по 5 октября 1952 г.), на XIX и XX съездах КПСС членом ЦК КПСС (с 14 октября 1952 г. по 17 октября 1961 г.). Депутат Верховного Совета СССР 1-5-го созывов.
С января 1963 на пенсии. Умер 6 сентября 1988 в Москве. Похоронен на Новокунцевском кладбище.

## Воинские звания
Полковник

## Награды
- 3 ордена Ленина (30.11.1946, 07.02.1949, 14.09.1956)[8]
- орден Октябрьской Революции (28.07.1976)[2]
- орден Отечественной войны 1-й степени (01.02.1945)[8]
- орден Отечественной войны 2-й степени (11.03.1985)[9]
- орден Дружбы народов (28.07.1986)[2]
- орден Красной Звезды (18.09.1943)[8]
- Медаль «Партизану Отечественной войны» 1 степени (15.01.1944)[10]
- Медаль «За боевые заслуги» (28.10.1967)[8]
- и другими медалями.

## Семья
Жена Бойцова Татьяна Яковлевна (1901—1981). Трое детей.
Иван Павлович Бойцов был тестем Владимира Владимировича Бонч-Бруевича — сына Владимира Дмитриевича Бонч-Бруевича (1873—1955) от брака с Анной Семёновной Тинкер.